# (400326) 2007 TS432
(400326) 2007 TS432 es un asteroide perteneciente al cinturón de asteroides, descubierto el 7 de octubre de 2007 por el equipo del Mount Lemmon Survey desde el Observatorio del Monte Lemmon, Arizona, Estados Unidos.

## Designación y nombre
Designado provisionalmente como 2007 TS432.

## Características orbitales
2007 TS432 está situado a una distancia media del Sol de 2,736 ua, pudiendo alejarse hasta 3,369 ua y acercarse hasta 2,103 ua. Su excentricidad es 0,231 y la inclinación orbital 3,687 grados. Emplea 1653,03 días en completar una órbita alrededor del Sol.
Los próximos acercamientos a la órbita de Júpiter se producirán el 25 de febrero de 2034, el 1 de diciembre de 2070 y el 5 de abril de 2129, entre otros.

## Características físicas
La magnitud absoluta de 2007 TS432 es 17,1.